# Grégory Habeaux
Grégory Habeaux (Bassenge, 20 d'octubre de 1982) és un ciclista belga professional des del 2005 i actualment a l'equip WB Veranclassic Aqua Protect.

## Palmarès
- 2004
  - Vencedor d'una etapa a la Volta a la Província de Lieja
- 2011
  - 1r al Dwars door het Hageland